# Michael Hoppe (Organist)
Michael Hoppe (* 1966 in Leverkusen) ist ein deutscher Kirchenmusikreferent im Bistum Aachen und Domorganist am Aachener Dom.

## Leben und Wirken
Nach seiner Schulzeit und erstem Orgelunterricht bei Wolfgang Seifen studierte Michael Hoppe an der Robert Schumann Hochschule Düsseldorf bei Paul Heuser, Wolfgang Seifen  mit dem Abschluss des A-Examen und das Konzertfach Orgelmusik bei Hans Dieter Möller. Anschließend absolvierte er an der Hochschule für Musik und Tanz Köln den Studiengang „Reifeprüfung Chorleitung“. Darüber hinaus besuchte er zahlreiche Meisterkurse, unter anderem bei Gaston Litaize, Ludger Lohmann, Wolfgang Rübsam und Peter Planyavsky.
Im Anschluss an sein Studium erhielt Hoppe im Jahr 1992 eine erste Anstellung als Assistent des Domkapellmeisters Raimund Wippermann am Essener Dom und zugleich als Dozent für Kirchenmusik in der Priesterausbildung im Bistum Essen. Im Jahr 1995 wechselte er als Organist an die Pfarrkirche St. Severin im Aachener Stadtteil Eilendorf, welche im Bistum Aachen eine Schwerpunktstelle für Orgelmusik war. 
Nachdem Michael Hoppe, der bereits in früheren Jahren als Dozent an der Musikhochschule in Düsseldorf und am St. Gregoriushaus in Aachen tätig gewesen war, wurde er im Jahr 2001 an die Katholische Hochschule für Kirchenmusik St. Gregorius in Aachen als Professor für Orgelspiel und Tonsatz berufen. Darüber hinaus war er Prorektor der Hochschule. Im Jahr 2005 wurde er Kirchenmusikreferent des Bistums Aachen und im Dezember 2018 erhielt er den Titel des Diözesankirchenmusikdirektors. Von 2006 bis 2014 unterrichtete er im Bereich Tonsatz an der Hochschule für Musik und Tanz Köln, Abteilung Aachen. Darüber hinaus erhielt Hoppe immer wieder Einladungen zu Orgelkonzerten im In- und Ausland  sowie zu Rundfunk- und CD-Aufnahmen.
Zum 1. Juli 2013 wurde Hoppe als Nachfolger von Norbert Richtsteig zum Domorganisten am Aachener Dom berufen.
Ein Schwerpunkt der kirchenmusikalischen Arbeit Hoppes ist das Heranführen von Kindern an das christliche Liedgut. Hierzu hat er in Zusammenarbeit mit Steffen Schreyer, Thomas Quast und Christoph Seeger das katholische Kinderliederbuch „Sei eine Note in Gottes Melodie“ zusammengestellt und herausgegeben sowie selbst das Kindermusical „Der Beginn“ komponiert. Ein weiterer seiner Schwerpunkte ist der Bereich der Orgelimprovisation sowie die französische Orgelsinfonik.

## Veröffentlichungen (Auswahl)
- Sei eine Note in Gottes Melodie, Katholisches Kinderliederbuch, Erstveröffentlichungen verschiedener Komponisten, Einhard-Verlag, Aachen 2004
- Der Beginn, Kindermusical, Komposition Michael Hoppe, Aachen 2005
- Trumpet tune, Orgelkomposition, Uraufführung Köln 2007[2]
- Veröffentlichungen im Buch der Domorganisten zum Gotteslob, dem Klavierbuch zum Gotteslob sowie in den Chorbüchern zum Gotteslob des Carus-Verlages
- Aachener Chorbuch, Einhard-Verlag, 2013